# Ausdruck (Sprachwissenschaft)
Unter einem Ausdruck oder gleichbedeutend (synonym) unter einem sprachlichen Ausdruck versteht man in der Sprachwissenschaft Verschiedenes:
1. das sinnlich Wahrnehmbare eines sprachlichen Zeichens (Signe);
2. eine sprachliche Einheit allgemein;
3. die Funktion des Ausdrucks als Sprachfunktion.

## Ausdruck als das sinnlich Wahrnehmbare eines Zeichens
Unter einem (sprachlichen) Ausdruck versteht man in der Sprachwissenschaft in erster Linie
das sinnlich Wahrnehmbare eines (sprachlichen) Zeichens.
(Sprachliche) Ausdrücke im engeren Sinn sind akustische Laute oder visuelle Schriftzeichen oder Bildsymbole.
In Ferdinand de Saussures zweiseitiger Zeichen-Konzeption steht der Ausdruck, d. h. die Ausdrucksseite (frz.signifiant, siehe auch Signifikant), dem Inhalt, der Inhaltsseite (frz. siginifié, siehe auch Signifikat) gegenüber. Der Ausdruck ist somit die physische Dimension eines Sprachzeichens, also die Lautfolge bzw. die Zeichenkette.
Der dänische Sprachwissenschaftler in der Tradition De Saussures Louis Hjelmslev sieht dabei eine strikte, wechselseitige Beziehung der beiden Zeichenseiten: „Ein Ausdruck ist Ausdruck nur dadurch, daß er Ausdruck eines Inhalts ist, und ein Inhalt ist Inhalt nur dadurch, daß er Inhalt eines Ausdrucks ist.“
In der Umgangssprache wird meist die Bezeichnung „Begriff“ im Sinne von „Ausdruck“ verwendet, ein Beispiel zum Thema Prekariat:

„Bereits Anfang der 1980er taucht der Begriff in der französischen Soziologie auf, als Bezeichnung für saisonale oder temporäre Beschäftigungen.“

Auf der Grundlage einer linguistischen Terminologie taucht allerdings der Ausdruck „Prekariat“ Anfang der 1980er Jahre auf, als Bezeichnung für die damals damit verbundene Vorstellung (den Begriff) der saisonalen Beschäftigung.
Zwischen einem sprachlichen Ausdruck und der Bedeutung eines sprachlichen Ausdrucks ist streng zu unterscheiden.

## Ausdruck als sprachliche Einheit
Das Wort „Ausdruck“ steht zudem auch für eine nicht näher spezifizierte „sprachliche Einheit von beliebiger Länge: Wörter, Wortfolgen, Sätze, Satzfolgen etc.“ als Elemente der Langue.

## Ausdruck als Sprachfunktion
Karl Bühler verwendet „Ausdruck“ in seinem Zeichenmodell (eher Kommunikationsmodell) auf einer anderen Ebene. Der Ausdruck ist hier – ausgehend vom Sprecher – ein „Symptom“, drückt beispielsweise dessen Stimmung aus und darf nicht mit dem zeichentheoretischen „Ausdruck“ gleichgesetzt werden (siehe auch: Organon-Modell). In diese Richtung geht die Vorstellung des Ausdrucks in der Ästhetik des 18. Jahrhunderts, die einen subjektiven und suggestiven Kommentar zu einem objektiven Inhalt meint: dasselbe Wort kann mit ängstlichem oder mutigem Ausdruck gesprochen werden, ein musikalischer Ton kann ausdrucksvoll oder ausdruckslos gesungen werden. Hier ist der Ausdruck nicht Stellvertreter für seinen Inhalt, sondern bietet Anhaltspunkte zu seiner Deutung. Zugleich erhielt die textlose Instrumentalmusik als „Ausdruck ohne Inhalt“ eine besondere Bedeutung (vgl. Nonverbale Kommunikation).